# The Cholmondeley Ladies

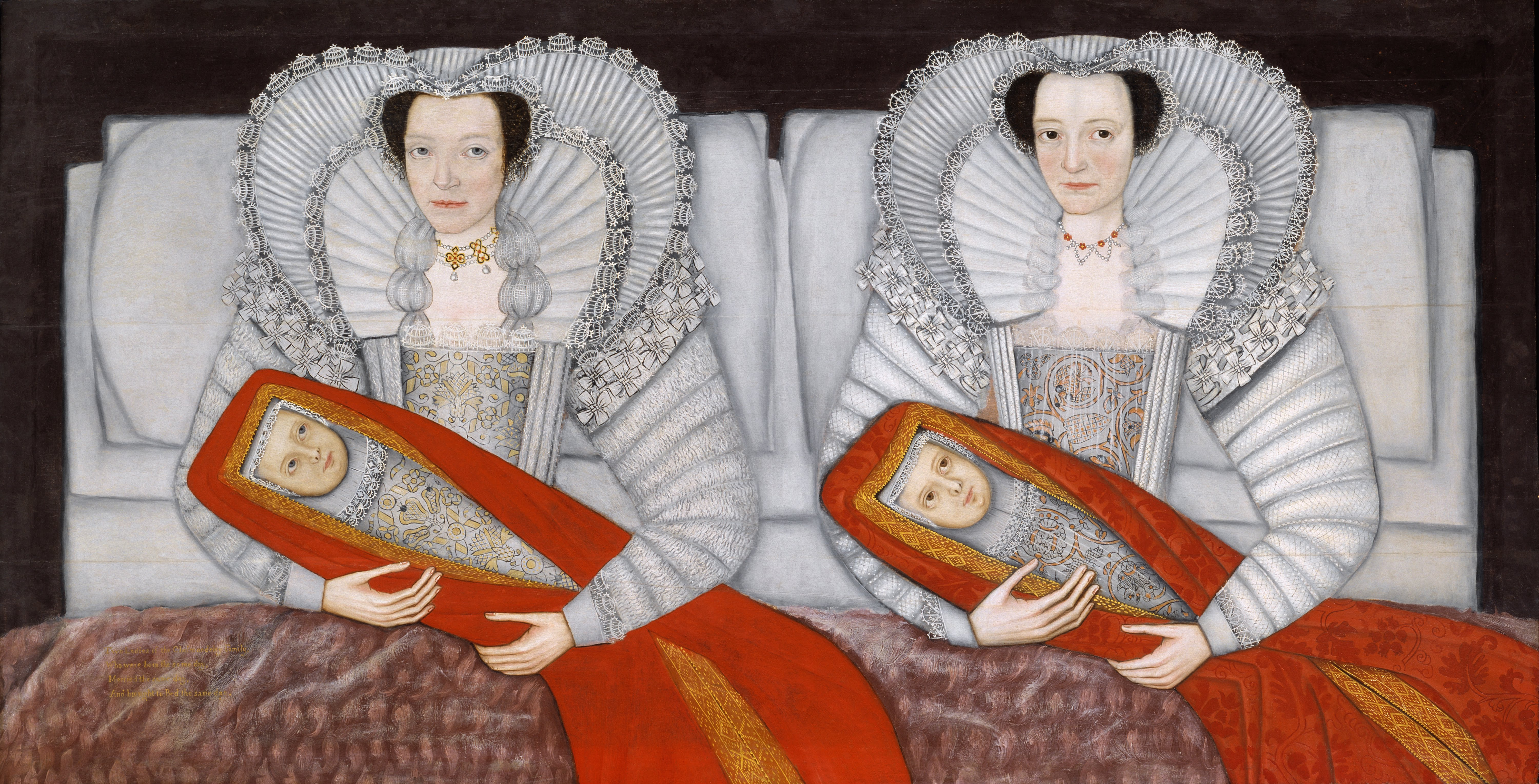
Anoniem, The Cholmondeley Ladies, olieverf op paneel (173 cm × 89 cm), ca. 1600–1610, Tate Gallery (Londen)

The Cholmondeley Ladies, ook bekend als The Cholmondeley Sisters, is een olieverfschildering op paneel dat op grond van techniek en kleding is gedateerd in de vroege zeventiende eeuw - in de Jacobijnse stijlperiode die volgde op de Elizabethaanse periode. Op het schilderij worden twee vrouwen geportretteerd die naast elkaar rechtop in bed zitten en beide een ingebakerde baby op schoot hebben. Het paneel (88,6 cm x 172,3 cm) bestaat uit vier samengevoegde, horizontale panelen van eikenhout. De inscriptie links onderaan het schilderij luidt: "Two Ladies of the Cholmondeley Family, Who were born the same day, Married the same day, And brought to Bed the same day." Het handschrift van de inscriptie (evenals dat van een begeleidend briefje op de achterkant van het schilderij) is 18e-eeuws. De inscriptie is dus ongeveer honderd jaar na de vervaardiging van het schilderij aangebracht.
Het schilderij is gemaakt door een anonieme kunstenaar die waarschijnlijk werkzaam was in de buurt van de landgoederen van de familie Cholmondeley in het graafschap Cheshire in Noordwest-Engeland. De Britse historicus en antiquair George Ormerod noteert in zijn beschrijving van het voormalige klooster Vale Royal (History of Cheshire, 1882, II, pag.154-5): 'In the passage leading to the sleeping rooms ... an antient [sic] painting of two ladies, said to be born and married on the same day, represented with children in their arms'.

## Beschrijving

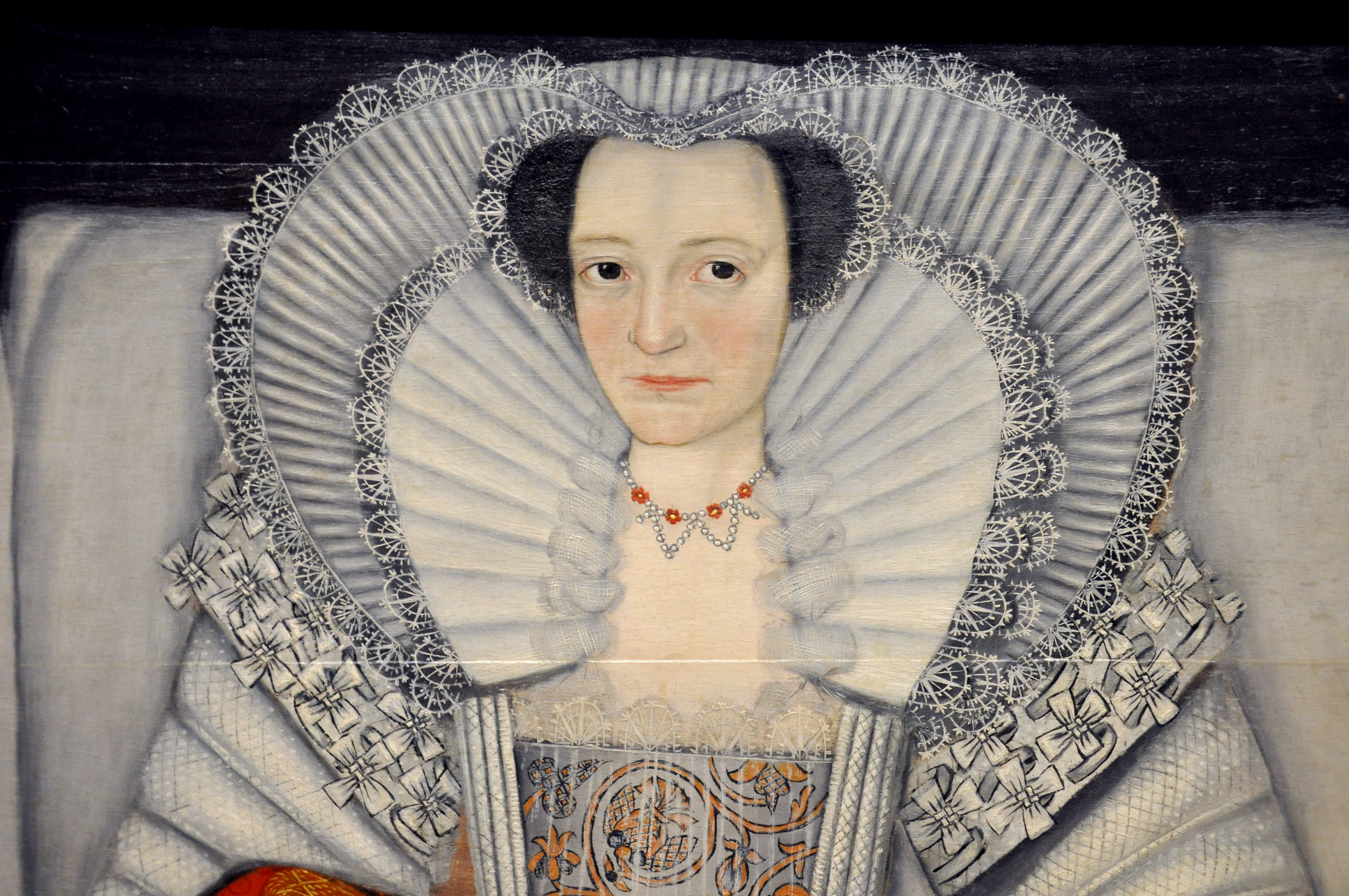
The Cholmondeley Ladies (detail), olieverf op paneel, ca. 1600-1610

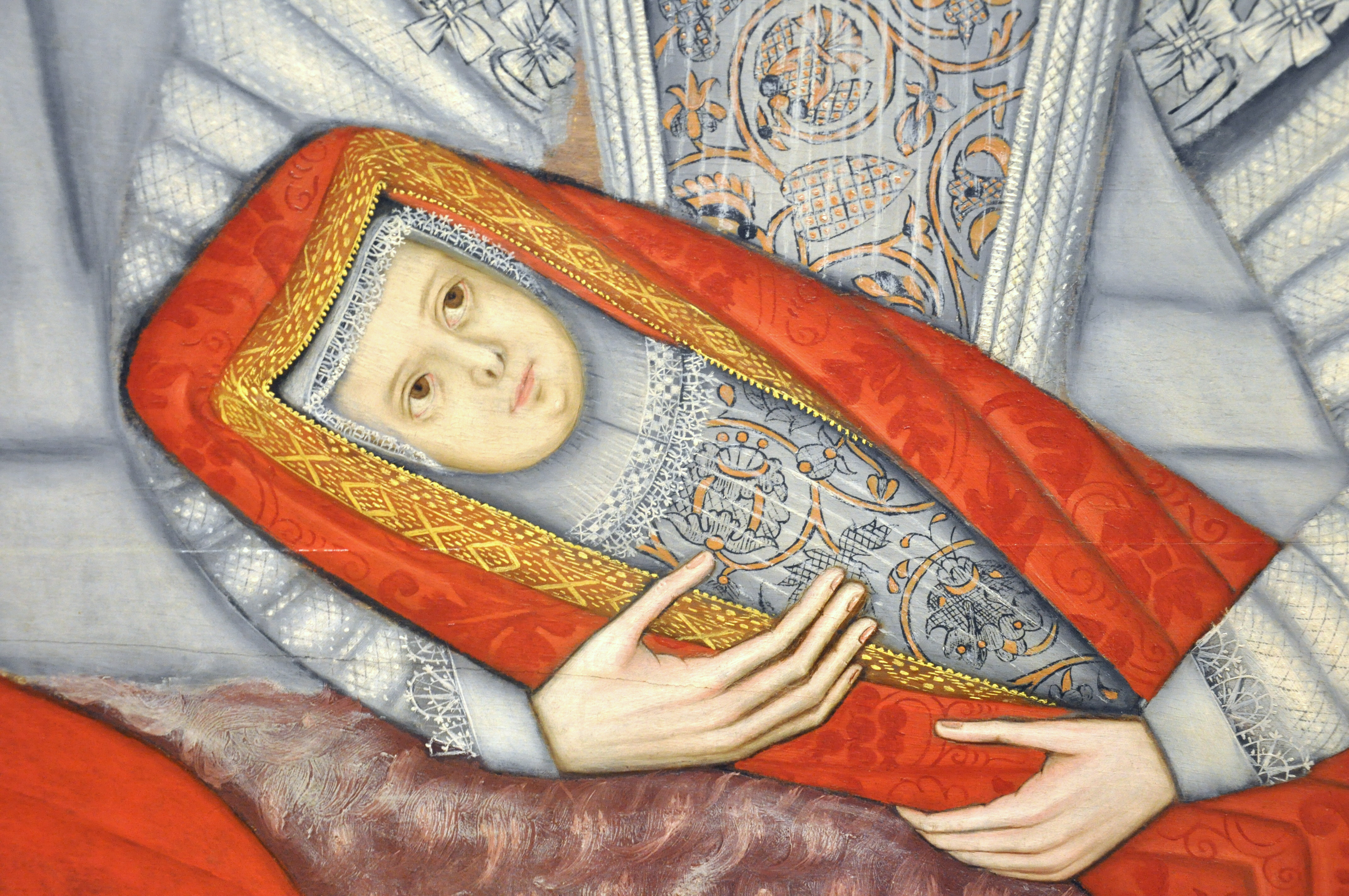
The Cholmondeley Ladies (detail), olieverf op paneel, ca. 1600-1610

Op het eerste gezicht zijn de twee naast elkaar zittende vrouwen en hun pasgeborenen identiek aan elkaar. Beide vrouwen dragen dezelfde, rijkelijk versierde, met kant afgewerkte jurken, plooikragen en juwelen. Hun baby's zijn ingebakerd in dezelfde rode doopjurken en worden door hun moeders op dezelfde wijze op schoot gehouden. Deze symmetrische manier van poseren is voor zover bekend uniek in de Britse schilderkunst. In de beeldhouwkunst werd deze pose wel geregeld gebruikt in de vorm van een gisant (onderdeel van een grafmonument).
Bij nadere inspectie zijn er talloze afwijkende details in kleding, juwelen en gezichtskenmerken van de twee vrouwen en hun baby's. De twee vrouwen zouden zusters kunnen zijn. Op basis van de verschillende oogkleuren van de moeders, (grijs)blauw en bruin, is af te leiden dat ze geen identieke eeneiige tweeling kunnen zijn.

## Techniek
De ondergrond is geprepareerd met een vuilwitte krijtlaag die sporen bevat van rode aardekleuren, zwarte kleurstof, glasachtige deeltjes en pijpaarde met dierlijke lijm als bindmiddel. Daarop is een grondlaag aangebracht van loodwit en kalk ingekleurd met zwart en een lichtrode aardkleur, met olie als bindmiddel. De kunstenaar heeft geen onderschildering of -tekening aangebracht. De schildering in olieverf is uitgevoerd in een gelaagde techniek. Eerst zijn schetsmatig kleurvlakken aangebracht: wit voor de figuren, de rugleuning van het bed en de sprei; rode en vleeskleurige tinten zijn op een grijze basiskleur aangebracht. Details en schaduwpartijen zijn naderhand in lagen toegevoegd. De gezichten zijn nat-in-nat (alla prima) geschilderd.

## Geschiedenis
Het schilderij bevond zich in de collectie van Thomas Cholmondeley. Hij is de derde zoon van Sir Hugh Cholmondeley en Lady Mary Cholmondeley (geboren Holford). De Britse historicus en archivaris John T. Hopkins suggereert dat de geportretteerden Lettice Grosvenor (1585-1612) en Mary Calverley (Calveley) (gestorven in 1616) zijn, dochters van Sir Hugh Cholmondeley (1513-1601) en Mary Holford (1562/63-1626). Dit kan echter niet worden afgeleid of uitgesloten uit de stamboom van de familie Cholmondeley.

## Nalatenschap
Een lid van de Britse familie Howard kocht het schilderij voor £105. Francis Howard verkocht het schilderij op 25 november 1955 bij veilinghuis Christie's. De Tate Gallery in Londen nam later dat jaar het schilderij van een anonieme schenker in ontvangst. De schoonmaak en restauratie van het schilderij heeft drie jaar geduurd. In 1959 werd een slotvernis aangebracht van damarhars opgelost in gomterpentijn.

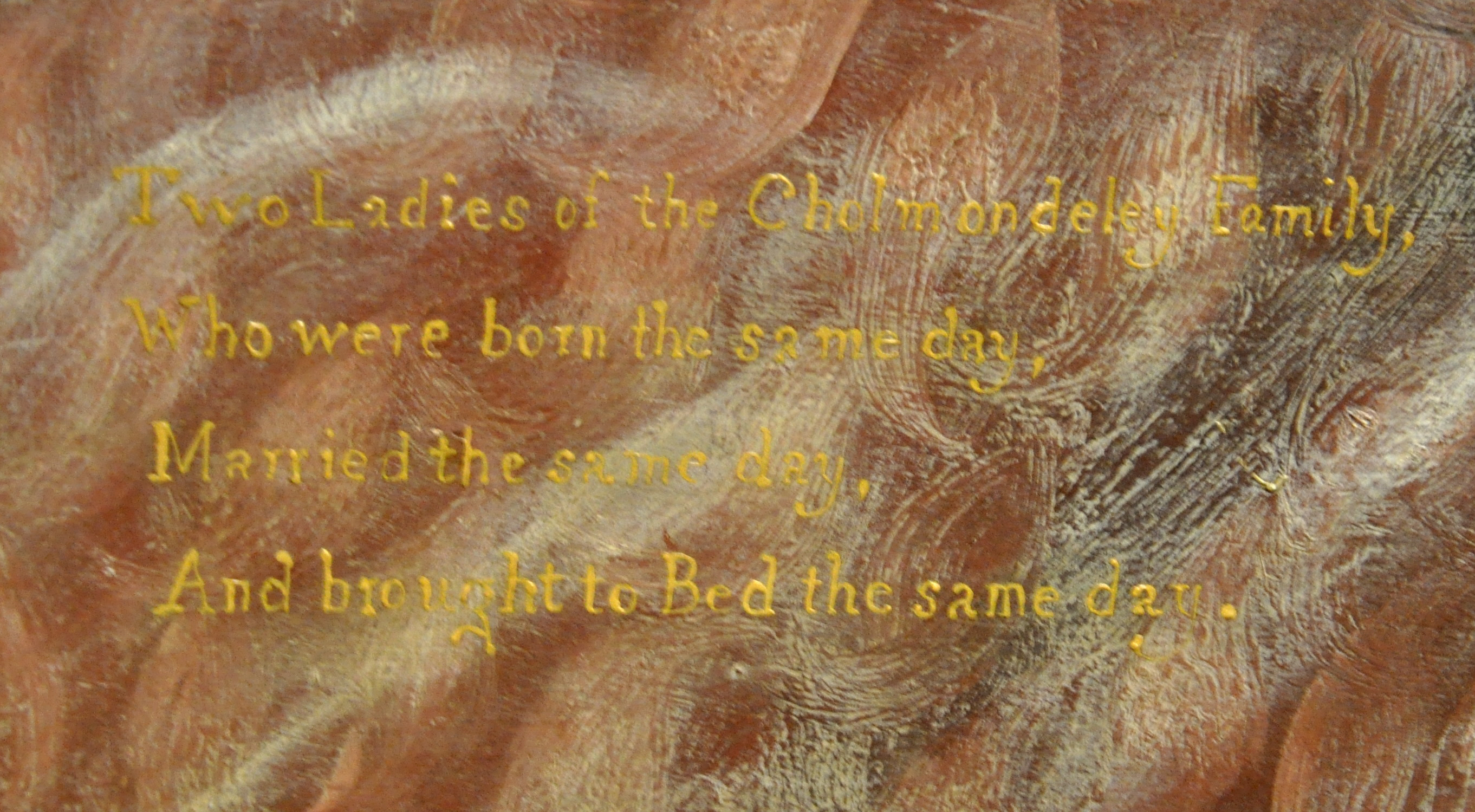
The Cholmondeley Ladies (detail), olieverf op paneel, ca. 1600-1610
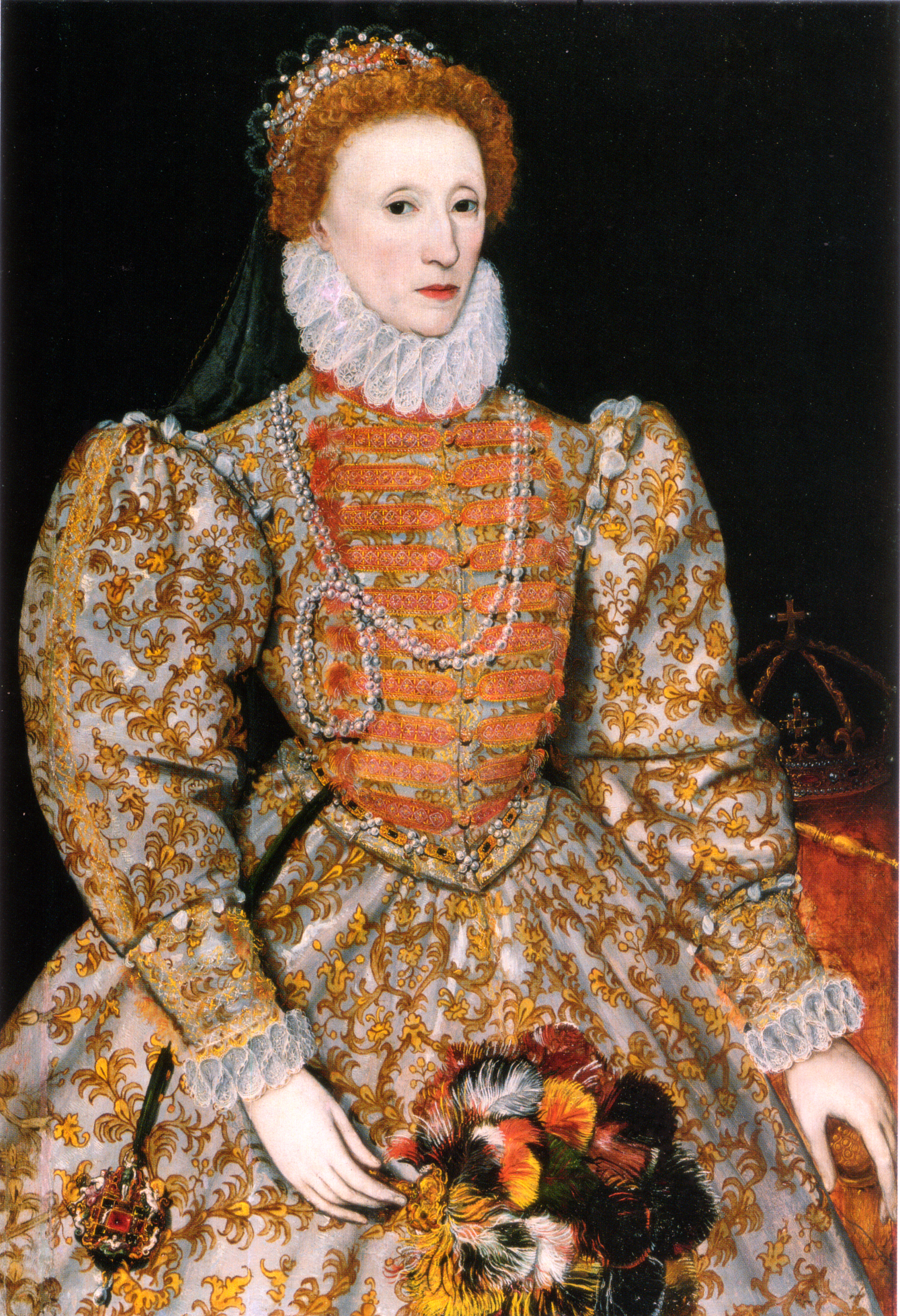
anoniem, Koningin Elizabeth I, ca. 1575, olieverf op paneel
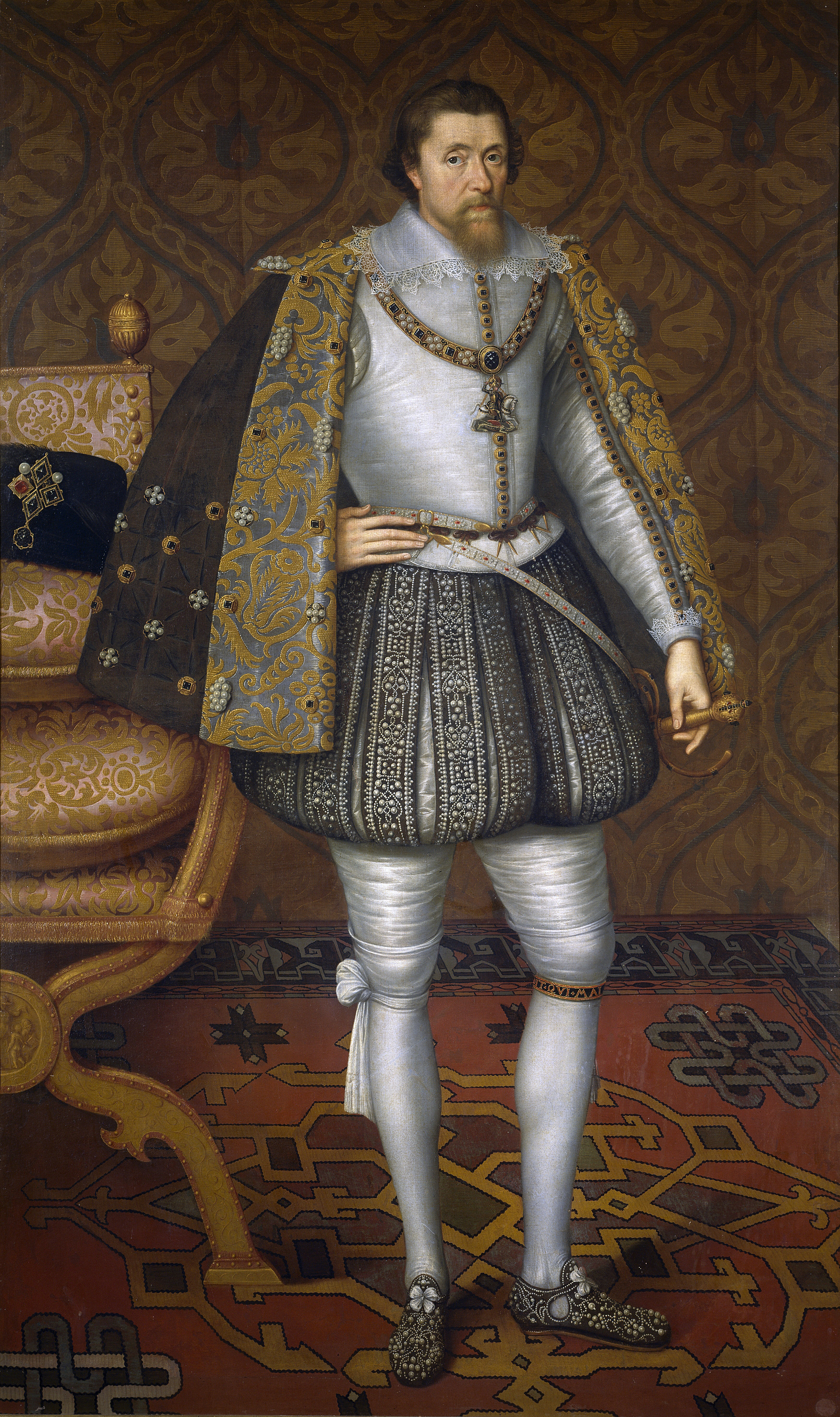
John de Critz, Portret van koning James I van Engeland (1566-1625), olieverf op doek, ca. 1605
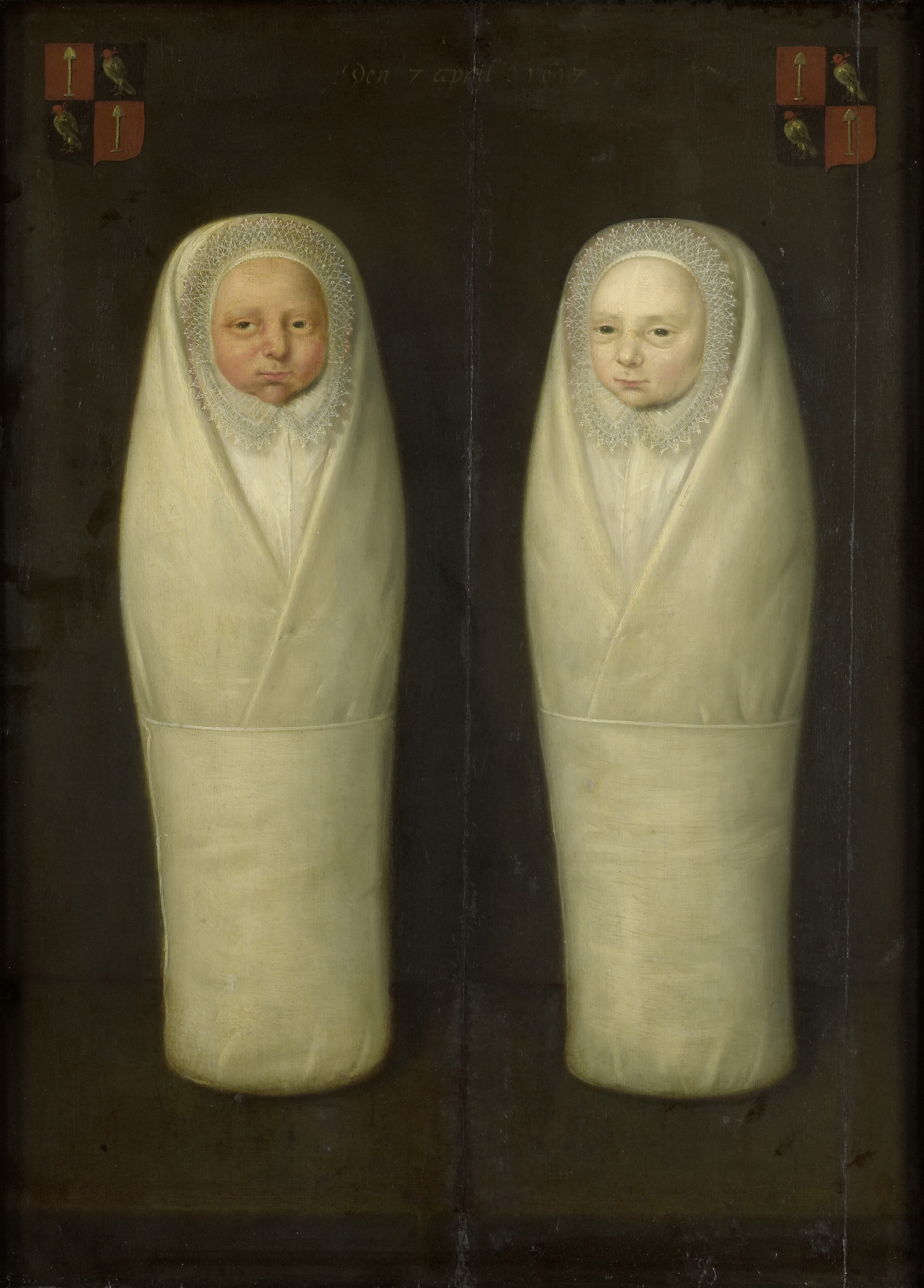
anoniem, Een ingebakerde tweeling: de vroeg gestorven kinderen van Jacob de Graeff en Aeltge Boelens, olieverf op paneel, 1617, Rijksmuseum Amsterdam